# Novosedelský potok
Der Novosedelský potok, auch Kolčava genannt, ist ein rechter Zufluss der Otava in Tschechien.

## Verlauf
Der Novosedelský potok entspringt am Weiler Obnoží nordöstlich von Strašín im Böhmerwaldvorland. Seine Quelle liegt am östlichen Fuße des Stráň (720 m) bzw. nordwestlich des  V Luhu (711 m). Der Oberlauf des Baches führt durch das Naturreservat Na Volešku nach Osten. Entlang des Baches liegen hier die kleinen Orte Parýzek, U Poulů, U Matějů, Lhota pod Kůstrým, Panské Mlýny, Na Bláních, U Rejšků und Prachař. Bei Nová Ves wendet sich die Kolčava in nördliche Richtung und fließt an Smítka und Předměstí vorbei nach Zvotoky. Der weitere Lauf des Baches führt vorbei an Škůdra, Tažovice, Tažovická Lhota, Šebelovský Mlýn, Volenice, Štěchovice, Novosedly und Sloučín nach Nordosten. Nach 24,3 Kilometern mündet der Novosedelský potok in Liboč gegenüber von Katovice in die Otava.
Früher wurde die Wasserkraft des Novosedelský potok zum Antrieb zahlreicher Wassermühlen genutzt. Zwischen U Rejšků und Prachař befindet sich am Bach das Camp Kolčava mit einem Freibad. Kurz vor seiner Mündung wird der Novosedelský potok von der Bahnstrecke České Budějovice–Plzeň überbrückt.

## Zuflüsse
- Růžďský potok (r), zwischen Parýzek und U Poulů
- Soběšický potok (l), in Panské Mlýny
- Zvotocký potok (r), in Zvotoky
- Mladotický potok (r), oberhalb Tažovice
- Tažovický potok (r), in Tažovice
- Mačický potok (l), bei Tažovická Lhota
- Volenický potok (l) bei Volenice
- Kalenický potok (l) in Štěchovice
- Sloučínský potok (r), bei Sloučín